# Hīt
Hīt (arabiska: هيت) är en distriktshuvudort i Irak.   Den ligger i distriktet Hīt District och provinsen Al-Anbar, i den centrala delen av landet, 150 km väster om huvudstaden Bagdad. Hīt ligger 61 meter över havet och antalet invånare är 31 901.
Terrängen runt Hīt är huvudsakligen platt. Hīt ligger nere i en dal. Runt Hīt är det glesbefolkat, med 11 invånare per kvadratkilometer. Det finns inga andra samhällen i närheten. Trakten runt Hīt är ofruktbar med lite eller ingen växtlighet.